# Lambro
Lambro (na zapadnolombardskom dijalektu: Lamber ili Lambar) je rijeka u Lombardiji, sjeverna Italija koja je lijeva pritoka rijeke Pad.